# Уругвај на Светском првенству у атлетици на отвореном 2017.
Уругвај је учествовао на Светском првенству у атлетици на отвореном 2017. одржаном у Лондону од 4. до 13. августа шеснаести пут, односно учествовао је на свим првенствима до данас. Репрезентацију Уругваја представљало је 5 атлетичара (4 мушкарца и 1 жена) који су се такмичили у 3 дисциплине (2 мушке и 1 женска),
Не овом првенству Уругвај није освојио ниједну медаљу, а оборен је национални рекорд  на 400 м препоне за жене.

## Учесници
| Мушкарци: - Ернесто Андрес Замора — Маратон - Николас Куестас — Маратон - Агелмис Рохас — Маратон - Емулијано Ласа — Скок удаљ | Жене: - Дебора Родригез — 400 м препоне |  |

## Резултати

### Мушкарци
| Атлетичар             | Дисциплина | Лични рекорд | Квалификације      | Квалификације      | Полуфинале | Полуфинале | Финале     | Финале        | Детаљи |
| Атлетичар             | Дисциплина | Лични рекорд | Резултат           | Место              | Резултат   | Место      | Резултат   | Место         | Детаљи |
| --------------------- | ---------- | ------------ | ------------------ | ------------------ | ---------- | ---------- | ---------- | ------------- | ------ |
| Ернесто Андрес Замора | Маратон    | 2:16:22      |                    |                    |            |            | 2:16:00 ЛР | 20 / 71 (100) |        |
| Николас Куестас       | Маратон    | 2:15:31      | Нису завршили трку | Нису завршили трку |            |            |            |               |        |
| Агелмис Рохас         | Маратон    | 2:14:16      | Нису завршили трку | Нису завршили трку |            |            |            |               |        |
| Емулијано Ласа        | скок удаљ  | 8,19 НР      | 7,96 кв            | 7. у гр. А         |            |            | 8,11       | 9 / 31 (32)   |        |

### Жене
| Атлетичарка     | Дисциплина    | Лични рекорд | Квалификације | Квалификације | Полуфинале            | Полуфинале            | Финале                | Финале  | Детаљи |
| Атлетичарка     | Дисциплина    | Лични рекорд | Резултат      | Место         | Резултат              | Место                 | Резултат              | Место   | Детаљи |
| --------------- | ------------- | ------------ | ------------- | ------------- | --------------------- | --------------------- | --------------------- | ------- | ------ |
| Дебора Родригез | 400 м препоне | 56,30 НР     | 57,61         | 7. у гр. 2    | Није се квалификовала | Није се квалификовала | Није се квалификовала | 35 / 39 |        |